# Truyền thông đại chúng
Truyền thông đại chúng đề cập đến một loạt các công nghệ truyền thông nhằm tiếp cận một lượng lớn khán giả thông qua giao tiếp đại chúng. Các công nghệ mà truyền thông đại chúng sử dụng bao gồm nhiều loại đầu ra.
Các phương tiện quảng bá truyền thông tin dưới dạng điện tử qua các phương tiện như phim, đài phát thanh, nhạc ghi âm sẵn hoặc truyền hình. Phương tiện kỹ thuật số bao gồm cả Internet và truyền thông di động. Phương tiện truyền thông Internet bao gồm các dịch vụ như email, các trang mạng xã hội, trang web và đài phát thanh và truyền hình dựa trên Internet. Nhiều phương tiện truyền thông đại chúng khác có thêm sự hiện diện trên web, bằng các phương tiện như liên kết đến hoặc chạy quảng cáo truyền hình trực tuyến hoặc phân phối mã QR trên các phương tiện truyền thông ngoài trời hoặc in ấn để hướng người dùng di động đến một trang web. Bằng cách này, họ có thể sử dụng khả năng tiếp cận và tiếp cận dễ dàng mà Internet mang lại, do đó dễ dàng truyền phát thông tin đến nhiều khu vực khác nhau trên thế giới đồng thời và tiết kiệm chi phí. Các phương tiện truyền thông ngoài trời truyền thông tin qua các phương tiện như quảng cáo thực tế tăng cường; bảng quảng cáo; khinh khí cầu; bảng quảng cáo bay (bảng hiệu kéo máy bay); bảng hoặc ki-ốt đặt bên trong và bên ngoài xe buýt, tòa nhà thương mại, cửa hàng, sân vận động thể thao, toa tàu điện ngầm hoặc xe lửa; dấu hiệu; hoặc skywriting.  Phương tiện in truyền tải thông tin qua các đối tượng vật lý, chẳng hạn như sách, truyện tranh, tạp chí, báo hoặc tờ rơi. Tổ chức sự kiện và diễn thuyết trước công chúng cũng có thể được coi là các hình thức truyền thông đại chúng.  
Các tổ chức kiểm soát các công nghệ này, chẳng hạn như các hãng phim, các công ty xuất bản và các đài phát thanh và truyền hình, còn được gọi là các phương tiện truyền thông đại chúng.

## Tranh cãi về định nghĩa
Vào cuối thế kỷ 20, truyền thông đại chúng có thể được phân ra thành 8 ngành công nghiệp: sách, báo in, tạp chí, ghi dữ liệu, phát thanh, điện ảnh, truyền hình và Internet. Trong thập niên 2000, một sự phân loại gọi là "seven mass media" (bảy loại hình truyền thông đại chúng) đã trở nên phổ biến. Nó bao gồm:
1. In ấn từ cuối thế kỷ 15
2. Ghi dữ liệu từ cuối thế kỷ 19
3. Điện ảnh từ khoảng năm 1900
4. Phát thanh từ khoảng năm 1910
5. Truyền hình từ khoảng năm 1950
6. Internet từ khoảng năm 1990
7. Điện thoại di động từ khoảng năm 2000

Mỗi phương tiện đại chúng có các loại nội dung, nghệ sĩ sáng tạo, kỹ thuật viên và mô hình kinh doanh riêng. Ví dụ: Internet bao gồm blog, podcast, trang web và nhiều công nghệ khác được xây dựng trên mạng phân phối chung. Phương tiện truyền thông thứ sáu và thứ bảy, Internet và điện thoại di động, thường được gọi chung là phương tiện kỹ thuật số; và phương tiện truyền thông thứ tư và thứ năm, đài phát thanh và TV, gọi là phương tiện quảng bá. Một số người cho rằng trò chơi điện tử đã phát triển thành một hình thức truyền thông đại chúng riêng biệt.
Trong khi điện thoại là phương tiện liên lạc hai chiều, thì phương tiện thông tin đại chúng lại truyền thông tin cho một nhóm lớn. Ngoài ra, điện thoại đã chuyển đổi thành điện thoại di động được trang bị kết nối Internet. Một câu hỏi được đặt ra là liệu điều này có làm cho điện thoại di động trở thành một phương tiện đại chúng hay đơn giản là một thiết bị được sử dụng để truy cập một phương tiện đại chúng (Internet). Hiện tại có một hệ thống mà các nhà tiếp thị và nhà quảng cáo có thể khai thác các vệ tinh và phát quảng cáo và quảng cáo trực tiếp đến điện thoại di động, không được người dùng điện thoại yêu cầu.  Việc truyền tải quảng cáo đại chúng đến hàng triệu người này là một hình thức truyền thông đại chúng khác.
Trò chơi điện tử cũng có thể phát triển thành một phương tiện đại chúng. Trò chơi điện tử (ví dụ: trò chơi nhập vai trực tuyến nhiều người chơi (MMORPG), chẳng hạn như RuneScape) cung cấp trải nghiệm chơi trò chơi chung cho hàng triệu người dùng trên toàn cầu và truyền tải cùng một thông điệp và tư tưởng đến tất cả người dùng của họ. Người dùng đôi khi chia sẻ trải nghiệm với nhau bằng cách chơi trực tuyến. Tuy nhiên, loại trừ Internet, vẫn còn nghi vấn liệu những người chơi trò chơi điện tử có chia sẻ trải nghiệm chung khi họ chơi trò chơi riêng lẻ hay không. Nguờì chơi có thể thảo luận rất chi tiết về các sự kiện của trò chơi điện tử với một người bạn chưa bao giờ chơi cùng, bởi vì trải nghiệm của mỗi người là giống hệt nhau. Vậy câu hỏi đặt ra là liệu đây có phải là một hình thức truyền thông đại chúng hay không.    

### Đặc điểm
Năm đặc điểm của giao tiếp đại chúng đã được nhà xã hội học John Thompson của Đại học Cambridge xác định:
- "Bao quát cả phương pháp sản xuất và phân phối về mặt kỹ thuật và thể chế" - Điều này thể hiện rõ ràng trong suốt lịch sử của các phương tiện thông tin đại chúng, từ báo in đến Internet, mỗi phương pháp phù hợp với tiện ích thương mại
- Liên quan đến " hàng hóa của các hình thức tượng trưng" - vì việc sản xuất vật liệu phụ thuộc vào khả năng sản xuất và bán số lượng lớn tác phẩm; vì các đài phát thanh dựa vào thời gian của họ để bán quảng cáo, vì vậy các tờ báo cũng dựa vào không gian của họ vì những lý do tương tự
- "Bối cảnh riêng biệt giữa sản xuất và tiếp nhận thông tin"
- "Phạm vi tiếp cận của nó với những người 'bị bỏ xa' về thời gian và không gian, so với các nhà sản xuất"
- "Phân phối thông tin" - một hình thức truyền thông "một đến nhiều", theo đó các sản phẩm được sản xuất hàng loạt và phổ biến cho một lượng lớn khán giả

### Đại chúng với chính thống và các hình thức thay thế
Thuật ngữ "truyền thông đại chúng" đôi khi bị sử dụng sai như một từ đồng nghĩa với "truyền thông chính thống ". Truyền thông chính thống được phân biệt với truyền thông thay thế bởi nội dung và quan điểm của chúng. Các phương tiện truyền thông thay thế cũng là các phương tiện truyền thông đại chúng theo nghĩa là chúng sử dụng công nghệ có khả năng tiếp cận nhiều người, ngay cả khi lượng khán giả thường nhỏ hơn so với phương tiện truyền thông chính thống.
Trong cách sử dụng phổ biến, thuật ngữ "đại chúng" không biểu thị rằng một số lượng nhất định các cá nhân nhận được sản phẩm, mà là các sản phẩm có sẵn về nguyên tắc cho nhiều người nhận.

## Các loại hình truyền thông đại chúng

### Truyền thông đại chúng (broadcast)

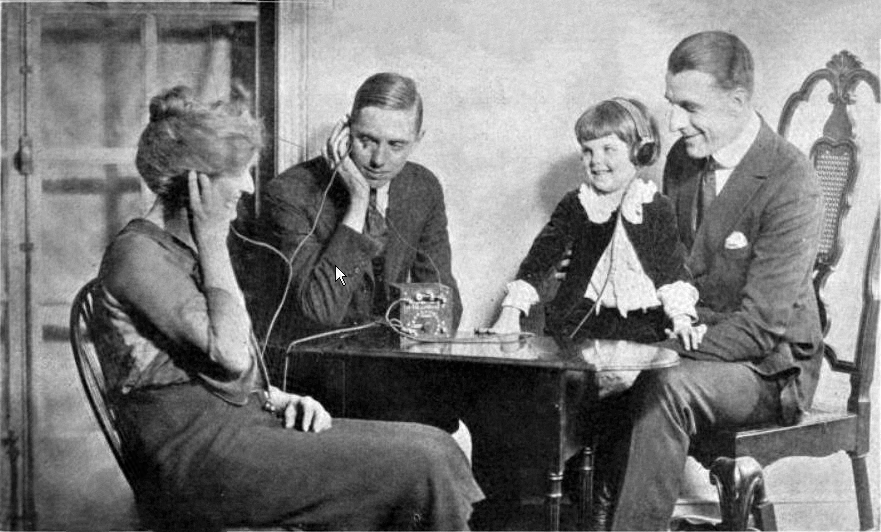
Một gia đình đang nghe đài vô tuyến tinh thể vào những năm 1920.

Trình tự của nội dung trong một chương trình phát sóng được gọi là lịch trình. Với tất cả những nỗ lực công nghệ, một số thuật ngữ kỹ thuật và tiếng lóng đã được phát triển. Vui lòng xem danh sách các thuật ngữ phát sóng để biết bảng chú giải thuật ngữ được sử dụng.
Các chương trình phát thanh và truyền hình được phân phối trên các băng tần được quản lý chặt chẽ tại các quốc gia. Quy định này bao gồm việc xác định độ rộng của băng tần, phạm vi, cấp phép, loại máy thu và máy phát được sử dụng, và nội dung có thể chấp nhận được.
Các chương trình truyền hình cáp thường được phát sóng đồng thời với các chương trình phát thanh và truyền hình, nhưng có lượng khán giả hạn chế hơn. Bằng cách mã hóa tín hiệu và yêu cầu một hộp chuyển đổi cáp tại vị trí của từng người nhận, cáp cũng cho phép các kênh dựa trên đăng ký và các dịch vụ trả tiền cho mỗi lần xem.
Một tổ chức phát sóng có thể phát đồng thời một số chương trình, thông qua một số kênh (tần số), ví dụ như BBC One và Two. Mặt khác, hai hoặc nhiều tổ chức có thể chia sẻ một kênh và mỗi tổ chức sử dụng kênh đó trong một thời gian cố định trong ngày, chẳng hạn như Cartoon Network / Adult Swim. Đài phát thanh kỹ thuật số và truyền hình kỹ thuật số cũng có thể truyền chương trình đa kênh, với một số kênh được nén thành một gói kênh.
Khi phát sóng được thực hiện qua Internet, thuật ngữ webcasting thường được sử dụng. Năm 2004, một hiện tượng mới đã xảy ra khi một số công nghệ kết hợp để tạo ra podcasting. Podcasting là một phương tiện truyền phát / thu hẹp không đồng bộ. Adam Curry và các cộng sự của ông, Podshow, là những người đề xuất ra podcasting.

### Phim ảnh
Thuật ngữ 'phim ảnh / điện ảnh' bao gồm phim hình động như các dự án riêng lẻ, và cũng được dùng khi nói đến lĩnh vực điện ảnh nói chung. Tên gọi này xuất phát từ phim chụp ảnh (còn gọi là filmstock), về mặt lịch sử nó là phương tiện chính để ghi và hiển thị hình ảnh chuyển động.  
Phim được sản xuất bằng cách ghi hình người và vật bằng máy ảnh hoặc tạo chúng bằng kỹ thuật hoạt hình hoặc hiệu ứng đặc biệt. Phim bao gồm một loạt các khung hình riêng lẻ, nhưng khi những hình ảnh này được hiển thị liên tiếp nhanh chóng, một ảo ảnh về chuyển động sẽ được tạo ra. Hiện tượng nhấp nháy giữa các khung hình không được nhìn thấy vì một hiệu ứng được gọi là sự bền bỉ của thị lực, theo đó mắt giữ lại hình ảnh trực quan trong một phần của giây sau khi nguồn phát hình đã ngừng phát. Sự liên quan cũng là nguyên nhân gây ra nhận thức về chuyển động: một hiệu ứng tâm lý được xác định là chuyển động beta.
Phim được nhiều người coi là  một loại hình nghệ thuật quan trọng; phim ảnh thực hiện chức năng giải trí, giáo dục, khai sáng và truyền cảm hứng cho khán giả. Bất kỳ bộ phim nào cũng có thể trở thành điểm thu hút trên toàn thế giới, đặc biệt là khi có thêm phần lồng tiếng hoặc phụ đề dịch thông điệp phim. Phim cũng là đồ tạo tác được tạo ra bởi các nền văn hóa cụ thể, phản ánh các nền văn hóa đó và cũng ảnh hưởng ngược lại các nền văn hóa này.   

### Video game
Trò chơi điện tử là một trò chơi do máy tính điều khiển, trong đó màn hình video, chẳng hạn như màn hình hoặc TV, là thiết bị phản hồi chính. Thuật ngữ "trò chơi máy tính" cũng bao gồm các trò chơi chỉ hiển thị văn bản (và do đó, về mặt lý thuyết, có thể được chơi trên máy đánh chữ) hoặc sử dụng các phương pháp khác, chẳng hạn như âm thanh hoặc việc rung của thiết bị, làm thiết bị phản hồi chính của chúng, nhưng có rất ít trò chơi mới trong các danh mục này.  Trò chơi luôn phải có một số loại thiết bị đầu vào, thường ở dạng kết hợp nút / phím điều khiển (trên trò chơi điện tử), bàn phím và chuột / bi lăn (trò chơi máy tính), bộ điều khiển (trò chơi console) hoặc kết hợp các thiết bị ở trên. Ngoài ra, nhiều thiết bị bí truyền hơn đã được sử dụng cho đầu vào, ví dụ như chuyển động của người chơi. Thông thường các trò chơi này có các quy tắc và mục tiêu để đạt tới, nhưng trong các trò chơi kết thúc mở hơn, người chơi có thể tự do làm bất cứ điều gì họ thích trong giới hạn của vũ trụ ảo.
Theo cách sử dụng phổ biến, " trò chơi arcade " dùng để chỉ một trò chơi được thiết kế để chơi trong một nền tảng mà khách hàng quen trả tiền để chơi trên nền tảng này mỗi lần sử dụng. "Trò chơi máy tính" hoặc " trò chơi PC " đề cập đến một trò chơi được chơi trên máy tính cá nhân. "Trò chơi console" là trò chơi được chơi trên thiết bị được thiết kế đặc biệt để sử dụng trò chơi này, đồng thời giao tiếp với một bộ truyền hình tiêu chuẩn. "Trò chơi điện tử" (hoặc "trò chơi video") đã phát triển thành một cụm từ thông dụng bao gồm điều đã nói ở trên cùng với bất kỳ trò chơi nào được tạo cho bất kỳ thiết bị nào khác, bao gồm nhưng không giới hạn ở máy tính nâng cao, điện thoại di động, PDA, v.v.

### Thu âm và sao chép
Ghi âm và tái tạo âm thanh là việc tái tạo hoặc khuếch đại âm thanh bằng điện hoặc cơ học, thường là âm nhạc. Điều này liên quan đến việc sử dụng thiết bị âm thanh như micrô, thiết bị ghi âm và loa phóng thanh. Từ những ngày đầu tiên với việc phát minh ra máy quay đĩa sử dụng các kỹ thuật cơ học thuần túy, lĩnh vực này đã phát triển với việc phát minh ra máy ghi âm điện, sản xuất hàng loạt đĩa ghi âm 78, máy ghi âm dây từ, sau đó là máy ghi âm, đĩa vinyl LP. Việc phát minh ra băng cassette nhỏ gọn vào những năm 1960, sau đó là Walkman của Sony, đã thúc đẩy mạnh mẽ việc phân phối hàng loạt các bản ghi âm nhạc, và việc phát minh ra ghi âm kỹ thuật số và đĩa compact vào năm 1983 đã mang lại những cải tiến lớn về độ bền và chất lượng. Những phát triển gần đây nhất đã diễn ra với máy nghe nhạc kỹ thuật số.
Album là một tập hợp các bản ghi âm có liên quan, được phát hành cho công chúng, thường là mang tính thương mại.
Thuật ngữ album ghi âm bắt nguồn từ thực tế là các bản ghi đĩa máy hát quay đĩa 78 RPM được lưu giữ cùng nhau trong một cuốn sách giống như một album ảnh. Bộ sưu tập đĩa hát đầu tiên được gọi là "album" là Nutcracker Suite của Tchaikovsky, phát hành vào tháng 4 năm 1909 dưới dạng bốn đĩa của hãng Odeon Records.   Nó được bán lẻ với giá 16 shilling - khoảng 15 bảng Anh theo đơn vị tiền tệ hiện đại.
Video âm nhạc là một đoạn phim ngắn hoặc video đi kèm với một bản nhạc hoàn chỉnh, thường là một bài hát. Các video âm nhạc hiện đại chủ yếu được tạo ra và được sử dụng như một phương tiện tiếp thị nhằm quảng bá việc bán các bản ghi âm nhạc. Mặc dù nguồn gốc của các video âm nhạc đã trở lại xa hơn nhiều, nhưng chúng đã trở thành của riêng mình vào những năm 1980, khi định dạng của Music Television dựa trên chúng. Trong những năm 1980, thuật ngữ "video nhạc rock" thường được sử dụng để mô tả hình thức giải trí này, mặc dù thuật ngữ này đã không còn được sử dụng.
Video âm nhạc có thể phù hợp với tất cả các phong cách làm phim, bao gồm hoạt hình, phim hành động trực tiếp, phim tài liệu và phim trừu tượng, không mang tính tường thuật.

### Internet
Internet (còn được gọi đơn giản là "Net" hay chính xác hơn là "Web") là một phương tiện truyền thông đại chúng có tính tương tác cao hơn và có thể được mô tả ngắn gọn là "một mạng lưới các mạng". Cụ thể, nó là mạng có thể truy cập công cộng trên toàn thế giới gồm các mạng máy tính được kết nối với nhau, truyền dữ liệu bằng cách chuyển mạch gói sử dụng Giao thức Internet chuẩn (IP). Nó bao gồm hàng triệu mạng trong một quốc gia, gồm các thông tin học thuật, doanh nghiệp và chính phủ nhỏ hơn, mang theo thông tin và dịch vụ khác nhau, chẳng hạn như email, trò chuyện trực tuyến, truyền tệp và các trang web được liên kết với nhau và các tài liệu khác của World Wide Web.
Trái ngược với cách sử dụng thông thường, Internet và World Wide Web là không đồng nghĩa: Internet là hệ thống các mạng máy tính kết nối với nhau, được liên kết bằng dây đồng, cáp quang, kết nối không dây, v.v.; Web là nội dung, hoặc các tài liệu được kết nối với nhau, được liên kết bằng các siêu liên kết và URL. World Wide Web có thể truy cập được thông qua Internet, cùng với nhiều dịch vụ khác bao gồm e-mail, chia sẻ tệp và các dịch vụ khác được mô tả bên dưới.
Vào cuối thế kỷ 20, sự ra đời của World Wide Web đánh dấu kỷ nguyên đầu tiên mà hầu hết các cá nhân có thể có một phương tiện hiển thị trên quy mô tương đương với phương tiện truyền thông đại chúng. Bất kỳ ai có trang web đều có tiềm năng tiếp cận đối tượng toàn cầu, mặc dù việc phục vụ đến mức lưu lượng truy cập web cao vẫn tương đối đắt. Có thể sự gia tăng của các công nghệ ngang hàng có thể đã bắt đầu quá trình làm cho chi phí băng thông có thể quản lý được. Mặc dù một lượng lớn thông tin, hình ảnh và bình luận (tức là "nội dung") đã được cung cấp, nhưng thường rất khó xác định tính xác thực và độ tin cậy của thông tin có trong các trang web (trong nhiều trường hợp là tự xuất bản). Việc phát minh ra Internet cũng cho phép các tin bài nóng hổi được tiếp cận trên toàn cầu trong vòng vài phút. Sự phát triển nhanh chóng của truyền thông tức thời, phi tập trung này thường được coi là có khả năng thay đổi các phương tiện truyền thông đại chúng và mối quan hệ của nó với xã hội.
"Đa phương tiện" có nghĩa là ý tưởng phân phối cùng một thông điệp qua các kênh truyền thông khác nhau. Một ý tưởng tương tự được thể hiện trong ngành công nghiệp tin tức là "sự hội tụ". Nhiều tác giả hiểu xuất bản đa phương tiện là khả năng xuất bản ở cả bản in và trên web mà không cần nỗ lực chuyển đổi thủ công. Ngày càng có nhiều thiết bị không dây có dữ liệu và định dạng màn hình không tương thích lẫn nhau khiến việc đạt được mục tiêu "sáng tạo một lần, xuất bản nhiều lần" càng khó khăn hơn.
Internet đang nhanh chóng trở thành trung tâm của các phương tiện thông tin đại chúng. Mọi thứ đang trở nên có thể truy cập thông qua internet. Thay vì chọn một tờ báo, hoặc xem tin tức 10 giờ, mọi người có thể đăng nhập vào internet để nhận tin tức họ muốn, bất cứ khi nào họ muốn. Ví dụ, nhiều nhân viên nghe đài qua Internet khi ngồi tại bàn làm việc.
Ngay cả hệ thống giáo dục cũng dựa vào Internet. Giáo viên có thể liên hệ với toàn bộ lớp học bằng cách gửi một e-mail. Họ có thể có các trang web mà sinh viên có thể nhận được một bản sao khác của đề cương hoặc bài tập của lớp. Một số lớp học có blog của lớp trong đó học sinh được yêu cầu đăng bài hàng tuần, với học sinh được xếp loại dựa trên đóng góp của họ.

#### Blog
Viết blog cũng đã trở thành một hình thức truyền thông phổ biến. Blog là một trang web, thường được duy trì bởi một cá nhân, với các mục bình luận, mô tả về các sự kiện hoặc phương tiện tương tác như hình ảnh hoặc video. Các mục nhập thường được hiển thị theo thứ tự thời gian đảo ngược, với hầu hết các bài đăng gần đây nhất được hiển thị ở trên cùng. Nhiều blog cung cấp bình luận hoặc tin tức về một chủ đề cụ thể; những người khác hoạt động như nhật ký trực tuyến cá nhân hơn. Một blog điển hình kết hợp văn bản, hình ảnh và đồ họa khác, và các liên kết đến các blog, trang web và phương tiện liên quan khác. Khả năng người đọc để lại nhận xét ở định dạng tương tác là một phần quan trọng của nhiều blog. Hầu hết các blog chủ yếu là văn bản, mặc dù một số tập trung vào nghệ thuật (artlog), ảnh (photoblog), sketchblog, video (vlog), âm nhạc (blog MP3), âm thanh (podcasting) là một phần của mạng lưới truyền thông xã hội rộng lớn hơn. Tiểu blog là một loại blog khác bao gồm các blog có các bài đăng rất ngắn.

#### RSS feeds
RSS là một định dạng để cung cấp tin tức và nội dung của các trang giống như tin tức, bao gồm các trang web tin tức lớn như Wired, các trang cộng đồng hướng đến tin tức như Slashdot và các blog cá nhân. Nó là một nhóm các định dạng nguồn cấp dữ liệu Web được sử dụng để xuất bản nội dung được cập nhật thường xuyên như các mục blog, tiêu đề tin tức và podcast. Tài liệu RSS (được gọi là "nguồn cấp dữ liệu" hoặc "nguồn cấp dữ liệu web" hoặc "kênh") chứa bản tóm tắt nội dung từ một trang web được liên kết hoặc toàn bộ văn bản. RSS giúp mọi người có thể cập nhật các trang web theo cách tự động có thể được đưa vào các chương trình đặc biệt hoặc các màn hình lọc.

#### Podcast
Podcast là một loạt các tệp phương tiện kỹ thuật số được phân phối qua Internet bằng cách sử dụng nguồn cấp dữ liệu phân phối để phát lại trên máy tính và trình phát đa phương tiện di động. Thuật ngữ podcast, giống như chương trình phát sóng, có thể đề cập đến chính loạt nội dung hoặc phương thức mà nó được cung cấp; cái sau còn được gọi là podcasting. Máy chủ hoặc tác giả của podcast thường được gọi là podcaster.

#### Di động
Điện thoại di động được giới thiệu ở Nhật Bản vào năm 1979 nhưng chỉ trở thành phương tiện thông tin đại chúng vào năm 1998 khi nhạc chuông có thể tải xuống đầu tiên được giới thiệu ở Phần Lan. Ngay sau đó, hầu hết các dạng nội dung truyền thông đã được giới thiệu trên điện thoại di động, máy tính bảng và các thiết bị di động khác, và ngày nay tổng giá trị của nội dung truyền thông được sử dụng trên thiết bị di động vượt rất nhiều so với nội dung internet và trị giá hơn 31 tỷ đô la vào năm 2007 (nguồn Informa). Nội dung phương tiện di động bao gồm âm nhạc di động trị giá hơn 8 tỷ đô la (nhạc chuông, nhạc chờ, truetones, tệp MP3, karaoke, video nhạc, dịch vụ phát trực tuyến nhạc, v.v.); trò chơi di động trị giá hơn 5 tỷ đô la; và các dịch vụ tin tức, giải trí và quảng cáo khác nhau. Ở Nhật Bản, sách điện thoại phổ biến đến mức 5 trong số 10 sách in bán chạy nhất ban đầu được phát hành dưới dạng sách trên điện thoại.
Tương tự như internet, di động cũng là một phương tiện tương tác, nhưng có phạm vi tiếp cận rộng hơn, với 3,3 tỷ người dùng điện thoại di động vào cuối năm 2007 lên 1,3 tỷ người dùng internet (nguồn ITU). Giống như email trên internet, ứng dụng hàng đầu trên di động cũng là dịch vụ nhắn tin cá nhân, nhưng nhắn tin văn bản SMS được hơn 2,4 tỷ người sử dụng. Trên thực tế, tất cả các dịch vụ và ứng dụng internet đều tồn tại hoặc có những người anh em họ tương tự trên thiết bị di động, từ tìm kiếm đến trò chơi nhiều người chơi đến thế giới ảo cho đến blog. Di động có một số lợi ích độc đáo mà nhiều chuyên gia về phương tiện di động khẳng định làm cho di động trở thành phương tiện mạnh mẽ hơn cả TV hoặc internet, bắt đầu từ việc di động được mang theo vĩnh viễn và luôn được kết nối. Di động có độ chính xác đối tượng tốt nhất và là phương tiện truyền thông đại chúng duy nhất có kênh thanh toán tích hợp sẵn cho mọi người dùng mà không cần bất kỳ thẻ tín dụng hay tài khoản PayPal nào hoặc thậm chí là giới hạn độ tuổi. Thiết bị di động thường được gọi là Trung bình thứ 7 và là màn hình thứ tư (nếu tính cả rạp chiếu phim, TV và màn hình PC) hoặc màn hình thứ ba (chỉ tính TV và PC).

### Truyền thông in ấn

#### Tạp chí
Tạp chí là một ấn phẩm định kỳ chứa nhiều bài báo, thường được tài trợ bởi quảng cáo hoặc độc giả bằng cách bỏ tiền ra mua.
Tạp chí thường được xuất bản hàng tuần, hai tuần một lần, hàng tháng, hai tháng hoặc hàng quý, với ngày trên trang bìa trước ngày thực sự được xuất bản. Chúng thường được in màu trên giấy tráng, và được đóng bìa mềm.
Tạp chí được chia thành hai loại lớn: tạp chí tiêu dùng và tạp chí kinh doanh. Trên thực tế, tạp chí là một tập hợp con của các tạp chí định kỳ, khác với những tạp chí định kỳ do các nhà xuất bản khoa học, nghệ thuật, học thuật hoặc các nhà xuất bản quan tâm đặc biệt sản xuất, chỉ dành cho thuê bao, đắt hơn, số lượng phát hành hạn chế và thường có ít hoặc không có quảng cáo.
Tạp chí có thể được phân loại thành:
- Tạp chí quan tâm đến các chủ để chung (ví dụ: Frontline, India Today, The Week, The Sunday Times, v.v.)
- Tạp chí quan tâm đến các chủ đề đặc biệt (phụ nữ, thể thao, kinh doanh, lặn biển, v.v.)

#### Báo
Báo là một ấn phẩm chứa tin tức, thông tin và quảng cáo, thường được in trên loại giấy giá rẻ gọi là giấy in báo. Nó có thể là sở thích chung hoặc đặc biệt, thường được xuất bản hàng ngày hoặc hàng tuần. Chức năng quan trọng nhất của báo chí là thông báo cho công chúng những sự kiện trọng đại. Báo chí địa phương thông báo cho cộng đồng địa phương và bao gồm quảng cáo từ các doanh nghiệp và dịch vụ địa phương, trong khi báo chí quốc gia có xu hướng tập trung vào một chủ đề, có thể được ví von với "The Wall Street Journal" khi họ cung cấp tin tức về tài chính và các chủ đề liên quan đến kinh doanh. Tờ báo in đầu tiên được xuất bản vào năm 1605, và hình thức này đã phát triển mạnh ngay cả khi đối mặt với sự cạnh tranh của các công nghệ như đài phát thanh và truyền hình. Tuy nhiên, những phát triển gần đây trên Internet đang đặt ra những mối đe dọa lớn đối với mô hình kinh doanh của nó. Số lượng phát hành trả phí đang giảm ở hầu hết các quốc gia, và doanh thu từ quảng cáo, chiếm phần lớn thu nhập của một tờ báo, đang chuyển từ báo in sang trực tuyến; Tuy nhiên, một số nhà bình luận chỉ ra rằng các phương tiện truyền thông mới trong lịch sử như đài phát thanh và truyền hình đã không thay thế hoàn toàn báo chí hiện có.
Internet đã thách thức báo chí như một nguồn thông tin và ý kiến thay thế nhưng cũng đã cung cấp một nền tảng mới cho các tổ chức báo chí tiếp cận khán giả mới. Theo Báo cáo Xu hướng Thế giới, từ năm 2012 đến năm 2016, lượng phát hành báo in tiếp tục giảm ở hầu hết các khu vực, ngoại trừ Châu Á và Thái Bình Dương, nơi doanh số bán hàng tăng mạnh ở một số quốc gia được chọn đã bù đắp cho sự sụt giảm mạnh mẽ ở Châu Á trong lịch sử. các thị trường như Nhật Bản và Hàn Quốc. Đáng chú ý nhất, từ năm 2012 đến năm 2016, lượng phát hành báo in của Ấn Độ đã tăng 89%.

### Truyền thông ngoài trời
Phương tiện truyền thông ngoài trời là một hình thức truyền thông đại chúng bao gồm các bảng quảng cáo, biển hiệu, bảng quảng cáo được đặt bên trong và bên ngoài các tòa nhà / vật thể thương mại như cửa hàng / xe buýt, biển quảng cáo bay (biển hiệu kéo máy bay), biển quảng cáo, skywriting, AR Advertising. Nhiều nhà quảng cáo thương mại sử dụng hình thức truyền thông đại chúng này khi quảng cáo trong các sân vận động thể thao. Các nhà sản xuất thuốc lá và rượu đã sử dụng rộng rãi các biển quảng cáo và các phương tiện truyền thông ngoài trời khác. Tuy nhiên, vào năm 1998, Thỏa thuận Hòa giải Tổng thể giữa Hoa Kỳ và các ngành công nghiệp thuốc lá đã cấm quảng cáo thuốc lá trên bảng quảng cáo. Trong một nghiên cứu tại Chicago năm 1994, Diana Hackbarth và các đồng nghiệp của cô đã tiết lộ việc các biển quảng cáo có thuốc lá và rượu hầu hết tập trung ở các khu dân cư nghèo. Ở các trung tâm đô thị khác, các biển quảng cáo rượu và thuốc lá tập trung nhiều ở các khu dân cư người Mỹ gốc Phi hơn là các khu dân cư da trắng.

## Mục đích

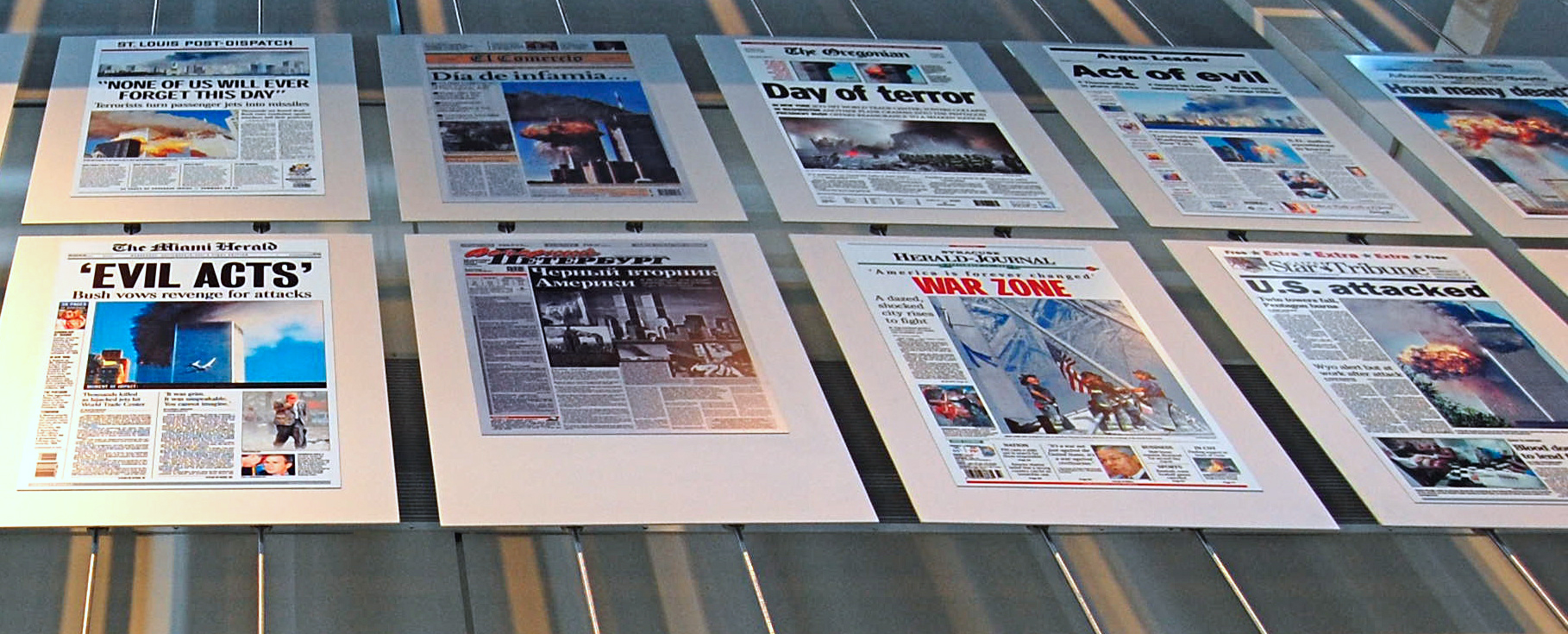
Một bảng ở Newseum ở Washington, DC, hiển thị các tiêu đề báo chí trong ngày 12 tháng 9 ở Mỹ và trên toàn thế giới.

Truyền thông đại chúng bao gồm nhiều thứ hơn là chỉ tin tức, mặc dù đôi khi nó bị hiểu nhầm theo cách này. Nó có thể được sử dụng cho các mục đích khác nhau:
- Vận động chính sách cho cả doanh nghiệp và xã hội. Điều này có thể bao gồm quảng cáo, tiếp thị, tuyên truyền, quan hệ công chúng và truyền thông chính trị.
- Giải trí, theo truyền thống thông qua các buổi biểu diễn diễn xuất, âm nhạc và các chương trình truyền hình cùng với việc đọc sách nhẹ nhàng; kể từ cuối thế kỷ 20 cũng thông qua trò chơi điện tử và máy tính.
- Thông báo dịch vụ công cộng và cảnh báo khẩn cấp (có thể được sử dụng như một thiết bị chính trị để tuyên truyền cho công chúng).

## Nghề nghiệp liên quan đến truyền thông đại chúng

### Báo chí
Báo chí là ngành học thu thập, phân tích, xác minh và trình bày thông tin về các sự kiện, xu hướng, vấn đề và con người hiện tại. Những người hành nghề báo được gọi là nhà báo. 
Báo chí hướng tin tức đôi khi được mô tả là "bản thảo thô đầu tiên của lịch sử" (theo Phil Graham), bởi vì các nhà báo thường ghi lại các sự kiện quan trọng, sản xuất các tin bài theo thời hạn ngắn. Mặc dù chịu áp lực phải là người đầu tiên kể lại câu chuyện của họ, các tổ chức truyền thông báo chí thường chỉnh sửa và hiệu đính các báo cáo của họ trước khi xuất bản, tuân thủ các tiêu chuẩn về độ chính xác, chất lượng và phong cách của mỗi tổ chức. Nhiều tổ chức báo chí tuyên bố truyền thống tự hào về việc các quan chức chính phủ và các tổ chức có trách nhiệm giải trình trước công chúng, trong khi các nhà phê bình truyền thông đặt ra câu hỏi về việc giữ bản thân báo chí phải chịu trách nhiệm theo các tiêu chuẩn của báo chí chuyên nghiệp.

### Quan hệ công chúng
Quan hệ công chúng là nghệ thuật và khoa học quản lý giao tiếp giữa một tổ chức và những công chúng quan trọng của tổ chức để xây dựng, quản lý và duy trì hình ảnh tích cực của tổ chức. Những ví dụ bao gồm:
- Các tập đoàn sử dụng quan hệ công chúng tiếp thị để truyền tải thông tin về sản phẩm mà họ sản xuất hoặc dịch vụ mà họ cung cấp cho khách hàng tiềm năng nhằm hỗ trợ nỗ lực bán hàng trực tiếp của họ. Thông thường, họ hỗ trợ bán hàng trong ngắn hạn và dài hạn, thiết lập và xây dựng thương hiệu của tập đoàn để có một thị trường mạnh mẽ và liên tục.
- Các tập đoàn cũng sử dụng quan hệ công chúng như một phương tiện để tiếp cận các nhà lập pháp và các chính trị gia khác, tìm kiếm sự ưu đãi về thuế, quy định và các đối xử khác, và họ có thể sử dụng quan hệ công chúng để thể hiện mình là những nhà tuyển dụng khai sáng, hỗ trợ các chương trình tuyển dụng nhân lực.
- Các tổ chức phi lợi nhuận, bao gồm trường học và trường đại học, bệnh viện cũng như các cơ quan dịch vụ xã hội và con người, sử dụng quan hệ công chúng để hỗ trợ các chương trình nâng cao nhận thức, chương trình gây quỹ, tuyển dụng nhân viên và để tăng cường sự bảo trợ cho các dịch vụ của họ.
- Các chính trị gia sử dụng quan hệ công chúng để thu hút phiếu bầu và quyên góp tiền, và khi thành công tại hòm phiếu, để thúc đẩy và bảo vệ sự phục vụ của họ trong nhiệm kỳ, trước cuộc bầu cử tiếp theo hoặc khi kết thúc sự nghiệp, di sản của họ.

### Xuất bản
Xuất bản là ngành liên quan đến việc sản xuất văn học hoặc thông tin - hoạt động cung cấp thông tin cho công chúng. Trong một số trường hợp, tác giả có thể là nhà xuất bản của chính họ.
Theo truyền thống, thuật ngữ này đề cập đến việc phân phối các tác phẩm in như sách và báo. Với sự ra đời của hệ thống thông tin kỹ thuật số và Internet, phạm vi xuất bản đã mở rộng bao gồm các trang web, blog và những thứ tương tự.
Là một doanh nghiệp, xuất bản bao gồm phát triển, tiếp thị, sản xuất và phân phối báo, tạp chí, sách, tác phẩm văn học, tác phẩm âm nhạc, phần mềm, các tác phẩm khác liên quan đến thông tin.
Xuất bản cũng quan trọng như một khái niệm pháp lý; (1) là quá trình đưa ra thông báo chính thức cho thế giới về một ý định quan trọng, ví dụ, kết hôn hoặc phá sản, và; (2) như là điều kiện tiên quyết cần thiết để có thể tuyên bố phỉ báng; nghĩa là, cáo buộc phỉ báng phải được xuất bản mới được tính.

#### Xuất bản phần mềm
Nhà xuất bản phần mềm là một công ty xuất bản trong ngành phần mềm đứng giữa nhà phát triển và nhà phân phối. Trong một số công ty, hai hoặc cả ba vai trò này có thể được kết hợp (và thực sự, có thể nằm trong một người duy nhất, đặc biệt là trong trường hợp phần mềm chia sẻ).
Các nhà xuất bản phần mềm thường cấp phép phần mềm từ các nhà phát triển với các giới hạn cụ thể, chẳng hạn như giới hạn thời gian hoặc khu vực địa lý. Các điều khoản cấp phép khác nhau rất nhiều và thường là bí mật.
Các nhà phát triển có thể sử dụng nhà xuất bản để tiếp cận các thị trường lớn hơn hoặc nước ngoài, hoặc để tránh tập trung vào tiếp thị. Hoặc nhà xuất bản có thể sử dụng các nhà phát triển để tạo phần mềm nhằm đáp ứng nhu cầu thị trường mà nhà xuất bản đã xác định.

### Nghề nghiệp dựa trên Internet
YouTuber là bất kỳ ai đã nổi tiếng từ việc tạo và quảng cáo video trên trang web chia sẻ video công khai YouTube. Nhiều người nổi tiếng trên YouTube đã tạo dựng sự nghiệp từ trang web của họ thông qua tài trợ, quảng cáo, giới thiệu sản phẩm và hỗ trợ mạng.

## Lịch sử

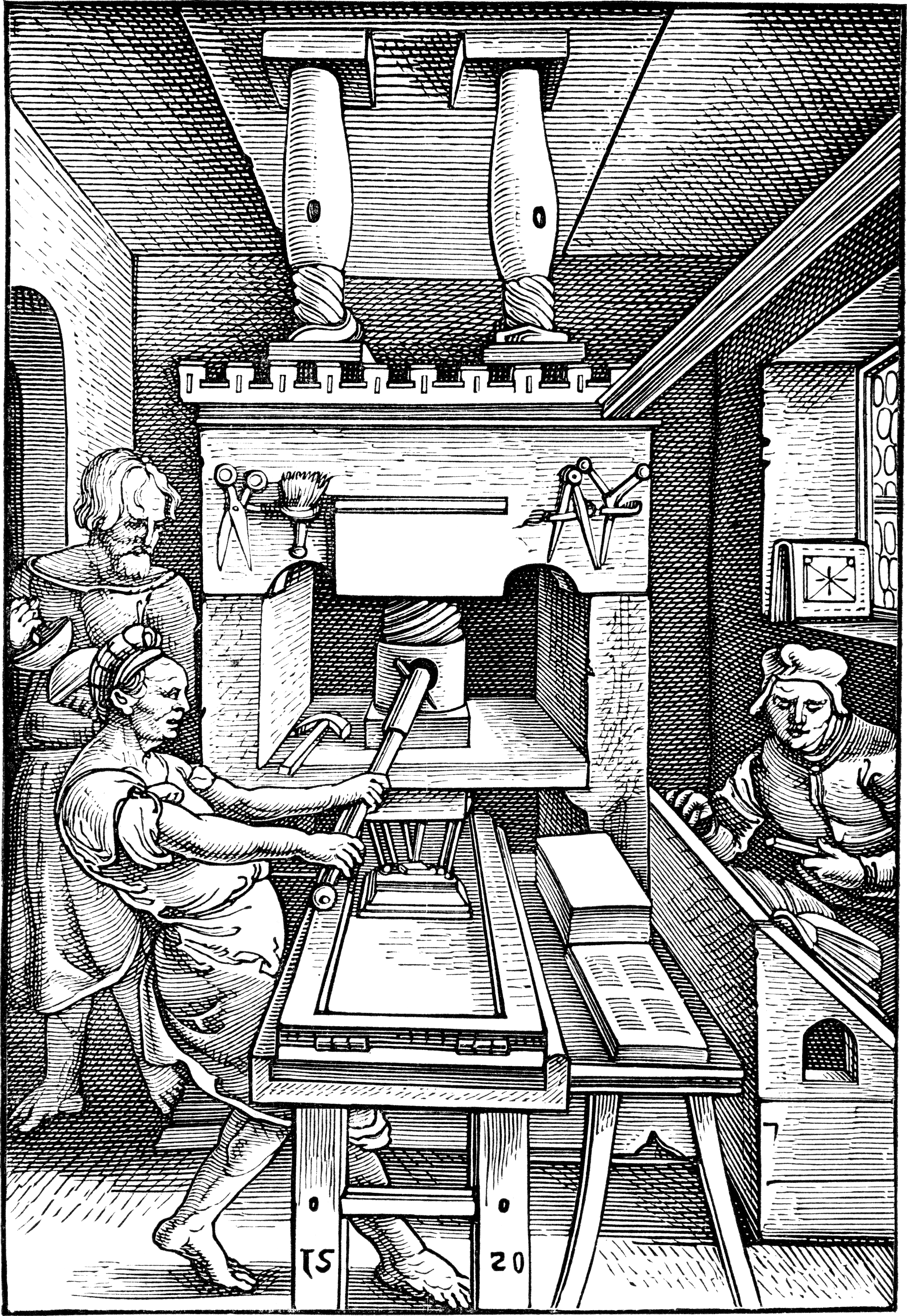
Máy in khắc gỗ ban đầu, được mô tả vào năm 1520.

Lịch sử của truyền thông đại chúng có thể được bắt nguồn từ những ngày mà các vở kịch được trình diễn trong các nền văn hóa cổ đại khác nhau. Đây là lần đầu tiên một hình thức truyền thông được "phát sóng" tới nhiều đối tượng hơn. Cuốn sách in có niên đại đầu tiên được biết đến là " Kinh Kim Cương ", được in ở Trung Quốc vào năm 868, mặc dù rõ ràng là sách đã được in trước đó. Loại chữ đất sét rời được phát minh vào năm 1041 ở Trung Quốc. Tuy nhiên, do việc phổ cập chữ viết đến quần chúng ở Trung Quốc chậm, và giá giấy tương đối cao ở đó, phương tiện truyền thông đại chúng được in sớm nhất có lẽ là các bản in phổ biến ở Châu Âu từ khoảng năm 1400. Mặc dù chúng được sản xuất với số lượng lớn, nhưng rất ít ví dụ ban đầu còn tồn tại, và thậm chí hầu hết được biết đến được in trước khoảng năm 1600 cũng không tồn tại. Thuật ngữ "truyền thông đại chúng" được đặt ra với việc tạo ra các phương tiện in ấn, được chú ý vì là ví dụ đầu tiên về truyền thông đại chúng, như chúng ta sử dụng thuật ngữ ngày nay. Hình thức truyền thông này bắt đầu ở Châu Âu vào thời Trung cổ.
Phát minh ra máy in của Johannes Gutenberg cho phép sản xuất hàng loạt sách trên toàn nước Đức. Ông đã in cuốn sách đầu tiên, một cuốn Kinh thánh tiếng Latinh, trên một máy in có con chữ rời vào năm 1453. Việc phát minh ra báo in đã làm nảy sinh một số hình thức truyền thông đại chúng đầu tiên, bằng cách cho phép xuất bản sách báo trên quy mô lớn hơn nhiều so với trước đây. Phát minh này cũng làm thay đổi cách thế giới tiếp nhận tài liệu in, mặc dù sách vẫn quá đắt để được gọi là phương tiện đại chúng trong ít nhất một thế kỷ sau đó. Báo chí phát triển từ khoảng năm 1612, với ví dụ đầu tiên bằng tiếng Anh vào năm 1620; nhưng chúng phải mất đến thế kỷ 19 để tiếp cận trực tiếp khán giả đại chúng. Những tờ báo có số lượng phát hành cao đầu tiên ra đời ở London vào đầu những năm 1800, chẳng hạn như The Times, và được thành lập nhờ phát minh ra máy in hơi nước quay tốc độ cao, và đường sắt cho phép phân phối quy mô lớn trên các khu vực địa lý rộng lớn. Tuy nhiên, sự gia tăng số lượng phát hành đã dẫn đến sự suy giảm phản hồi và tương tác từ độc giả, khiến các tờ báo trở thành phương tiện một chiều hơn.
Cụm từ "phương tiện truyền thông" bắt đầu được sử dụng vào những năm 1920. Khái niệm "phương tiện truyền thông đại chúng" nói chung bị hạn chế đối với các phương tiện in ấn cho đến sau Chiến tranh thế giới thứ hai, khi đài phát thanh, truyền hình và video được giới thiệu. Các phương tiện nghe nhìn đã trở nên rất phổ biến, vì chúng cung cấp cả thông tin và giải trí, vì màu sắc và âm thanh thu hút người xem / người nghe và vì công chúng dễ thụ động xem TV hoặc nghe đài hơn là chủ động đọc. Trong thời gian gần đây, Internet trở thành phương tiện đại chúng mới nhất và phổ biến nhất. Thông tin đã trở nên sẵn có thông qua các trang web và dễ dàng truy cập thông qua các công cụ tìm kiếm. Một người có thể thực hiện nhiều hoạt động cùng lúc, chẳng hạn như chơi trò chơi, nghe nhạc và mạng xã hội, bất kể vị trí họ ở đâu. Trong khi các hình thức truyền thông đại chúng khác bị hạn chế về loại thông tin mà chúng có thể cung cấp, thì Internet chiếm một tỷ lệ lớn trong tổng số kiến thức của con người thông qua những thứ như Google Sách. Các phương tiện thông tin đại chúng ngày nay bao gồm internet, điện thoại di động, blog, podcast và nguồn cấp dữ liệu RSS.
Trong thế kỷ 20, sự phát triển của các phương tiện thông tin đại chúng được thúc đẩy bởi công nghệ, bao gồm cả công nghệ cho phép nhân bản nhiều tài liệu. Các công nghệ nhân bản vật lý như in ấn, ép băng đĩa và nhân bản phim đã cho phép sao chép sách, báo và phim với giá rẻ cho một lượng lớn khán giả. Lần đầu tiên đài phát thanh và truyền hình cho phép sao chép thông tin điện tử. Truyền thông đại chúng có tính kinh tế của sự sao chép tuyến tính: một tác phẩm duy nhất có thể kiếm tiền. Một ví dụ về lý thuyết của Riel và Neil. tỷ lệ thuận với số lượng bản đã bán và khi số lượng tăng lên, chi phí đơn vị giảm xuống, làm tăng biên lợi nhuận hơn nữa. Vận may lớn đã được thực hiện trên các phương tiện truyền thông đại chúng. Trong một xã hội dân chủ, giới truyền thông có thể phục vụ cử tri về các vấn đề liên quan đến chính phủ và các tổ chức doanh nghiệp (xem Ảnh hưởng của truyền thông). Một số người coi việc tập trung quyền sở hữu phương tiện truyền thông là một mối đe dọa đối với nền dân chủ.

### Sáp nhập và mua lại
Từ năm 1985 đến 2018, khoảng 76.720 thương vụ đã được công bố trong ngành Truyền thông. Tổng giá trị này lên đến khoảng 5,634 tỷ USD. Đã có ba làn sóng M&A lớn trong Lĩnh vực Truyền thông Đại chúng (2000, 2007 và 2015), trong khi năm sôi động nhất về số lượng là 2007 với khoảng 3.808 thương vụ. Hoa Kỳ là quốc gia nổi bật nhất về M&A trong lĩnh vực Truyền thông với 41 trong số 50 thương vụ hàng đầu có người mua lại từ Hoa Kỳ.
Thương vụ lớn nhất trong lịch sử là việc America Online Inc mua lại Time Warner với giá 164746 triệu USD.

## Ảnh hưởng và xã hội học
Lý thuyết hiệu ứng giới hạn, ban đầu được thử nghiệm vào những năm 1940 và 1950, cho rằng vì mọi người thường chọn phương tiện truyền thông nào để tương tác dựa trên những gì họ đã tin, nên phương tiện truyền thông có ảnh hưởng không đáng kể. Lý thuyết thống trị giai cấp lập luận rằng các phương tiện truyền thông phản ánh và phóng chiếu quan điểm của một nhóm thiểu số tinh hoa, những người kiểm soát nó. Lý thuyết văn hóa học, được phát triển vào những năm 1980 và 1990, kết hợp hai lý thuyết kia và tuyên bố rằng mọi người tương tác với phương tiện truyền thông để tạo ra ý nghĩa của riêng họ từ hình ảnh và thông điệp mà họ nhận được. Lý thuyết này nói rằng khán giả đóng một vai trò tích cực, thay vì thụ động trong mối quan hệ với các phương tiện thông tin đại chúng.
Có một bài báo lập luận rằng 90% tất cả các phương tiện thông tin đại chúng bao gồm mạng phát thanh và lập trình, tin tức video, giải trí thể thao, và các phương tiện khác thuộc sở hữu của 6 công ty lớn (GE, News-Corp, Disney, Viacom, Time Warner và CBS). Theo Morris Creative Group, sáu công ty này đã đạt doanh thu hơn 200 tỷ đô la trong năm 2010. Nhiều công ty sản xuất bia đa dạng hơn, nhưng gần đây họ đã hợp nhất để tạo thành một nhóm ưu tú có quyền kiểm soát câu chuyện và thay đổi niềm tin của mọi người. Trong thời đại truyền thông mới mà chúng ta đang sống, tiếp thị có nhiều giá trị hơn bao giờ hết vì có nhiều cách khác nhau mà nó có thể được thực hiện. Quảng cáo có thể thuyết phục người dân mua một sản phẩm cụ thể hoặc khiến người tiêu dùng tránh một sản phẩm cụ thể. Định nghĩa về những gì được xã hội chấp nhận có thể bị giới truyền thông quyết định nhiều về mức độ chú ý mà nó nhận được.
Bộ phim tài liệu Super Size Me mô tả cách các công ty như McDonald's đã bị kiện trong quá khứ, các nguyên đơn cho rằng đó là lỗi của việc quảng cáo danh nghĩa và cao siêu đã "buộc" họ phải mua sản phẩm. Những con búp bê Barbie và Ken của những năm 1950 đôi khi được coi là nguyên nhân chính gây ra nỗi ám ảnh trong xã hội hiện đại về phụ nữ gầy và đàn ông là béo. Sau vụ tấn công 11/9, các phương tiện truyền thông đã đưa tin rộng rãi về sự kiện và vạch trần tội ác của Osama Bin Laden về vụ tấn công, thông tin mà họ được chính quyền cho biết. Điều này đã hình thành dư luận ủng hộ cuộc chiến chống khủng bố, và sau đó là cuộc chiến Iraq. Mối quan tâm chính là do sức mạnh quá lớn của các phương tiện thông tin đại chúng, việc mô tả thông tin không chính xác có thể dẫn đến mối quan tâm lớn của công chúng. Trong cuốn sách Thương mại hóa văn hóa Mỹ, Matthew P. McAllister nói rằng "một hệ thống truyền thông được phát triển tốt, cung cấp thông tin và dạy cho công dân của mình, giúp nền dân chủ tiến tới trạng thái lý tưởng của nó."  
Năm 1997, JR Finnegan Jr. và K. Viswanath đã xác định ba tác dụng hoặc chức năng chính của truyền thông đại chúng:
1. Khoảng trống kiến thức: Các phương tiện truyền thông đại chúng ảnh hưởng đến khoảng cách kiến thức do các yếu tố bao gồm "mức độ hấp dẫn của nội dung, mức độ mà các kênh thông tin có thể tiếp cận và mong muốn cũng như lượng xung đột xã hội và sự đa dạng có trong một cộng đồng".
2. Thiết lập chương trình nghị sự: Mọi người bị ảnh hưởng trong cách họ suy nghĩ về các vấn đề do tính chất chọn lọc của những gì các nhóm truyền thông lựa chọn để tiêu dùng công chúng. Sau khi công khai tiết lộ rằng mình bị ung thư tuyến tiền liệt trước cuộc bầu cử thượng nghị viện ở New York năm 2000, Rudolph Giuliani, thị trưởng thành phố New York (được sự hỗ trợ của giới truyền thông) đã làm dấy lên sự ưu tiên rất lớn của bệnh ung thư trong nhận thức của người dân. Điều này là do các phương tiện truyền thông báo chí bắt đầu đưa tin về các nguy cơ của ung thư tuyến tiền liệt, từ đó thúc đẩy nhận thức của công chúng hơn về căn bệnh này và nhu cầu tầm soát. Khả năng này cho các phương tiện truyền thông để có thể thay đổi cách suy nghĩ và hành vi của công chúng đã xảy ra vào những dịp khác. Vào giữa những năm 1970 khi Betty Ford và Happy Rockefeller, vợ của Tổng thống và Phó Tổng thống sau đó lần lượt được chẩn đoán mắc bệnh ung thư vú. JJ Davis tuyên bố rằng "khi các rủi ro được nêu bật trên các phương tiện truyền thông, đặc biệt là rất chi tiết, mức độ thiết lập chương trình nghị sự có thể sẽ dựa trên mức độ gây ra cảm giác phẫn nộ và đe dọa của công chúng". Khi muốn thiết lập một chương trình nghị sự, việc đóng khung có thể vô cùng hữu ích đối với một tổ chức truyền thông đại chúng. Việc đóng khung liên quan đến việc "đóng vai trò lãnh đạo trong việc tổ chức các cuộc thảo luận công khai về một vấn đề". Các phương tiện truyền thông bị ảnh hưởng bởi mong muốn cân bằng trong việc đưa tin, và kết quả là áp lực có thể đến từ các nhóm có quan điểm vận động và hành động chính trị cụ thể. Finnegan và Viswanath nói, "các nhóm, thể chế và những người ủng hộ cạnh tranh để xác định các vấn đề, đưa chúng vào chương trình nghị sự công cộng và xác định các vấn đề một cách tượng trưng" (1997, tr.   324).
3. Trau dồi nhận thức: Mức độ tiếp xúc với phương tiện truyền thông hình thành nhận thức của khán giả theo thời gian được gọi là tu luyện. Truyền hình là một trải nghiệm phổ biến, đặc biệt là ở những nơi như Hoa Kỳ, đến mức nó có thể được mô tả như một "tác nhân đồng nhất" (SW Littlejohn). Tuy nhiên, thay vì chỉ là kết quả của TV, hiệu quả thường dựa trên các yếu tố kinh tế xã hội. Việc tiếp xúc lâu dài với bạo lực trên TV hoặc phim ảnh có thể ảnh hưởng đến người xem đến mức họ chủ động nghĩ rằng bạo lực cộng đồng là một vấn đề hoặc cho rằng đó là điều chính đáng. Tuy nhiên, niềm tin kết quả có thể khác nhau tùy thuộc vào nơi sống của con người cụ thể.[25]

Kể từ những năm 1950, khi điện ảnh, đài phát thanh và TV bắt đầu trở thành nguồn thông tin chính hoặc duy nhất cho một tỷ lệ dân số ngày càng lớn, những phương tiện này bắt đầu được coi là công cụ trung tâm của việc kiểm soát quần chúng. Đến mức nổi lên ý tưởng rằng khi một quốc gia đã đạt đến trình độ công nghiệp hóa cao thì bản thân quốc gia đó "thuộc về người kiểm soát thông tin liên lạc".
Các phương tiện thông tin đại chúng đóng một vai trò quan trọng trong việc định hình nhận thức của công chúng về nhiều vấn đề quan trọng, cả thông qua thông tin được cung cấp thông qua chúng, và thông qua cách diễn giải mà chúng đưa ra đối với thông tin này. Chúng cũng đóng một vai trò lớn trong việc hình thành nền văn hóa hiện đại, bằng cách lựa chọn và khắc họa một tập hợp các niềm tin, giá trị và truyền thống cụ thể (toàn bộ cách sống), giống như thực tế. Có nghĩa là, bằng cách miêu tả một cách giải thích nhất định về thực tại, họ định hình thực tế phù hợp hơn với cách giải thích đó. Các phương tiện thông tin đại chúng cũng đóng một vai trò quan trọng trong việc lan truyền các hoạt động bất ổn dân sự như biểu tình chống chính phủ, bạo loạn và tổng đình công. Việc sử dụng máy thu phát thanh và truyền hình đã gây ra ảnh hưởng bất ổn giữa các thành phố không chỉ bởi vị trí địa lý của các thành phố, mà còn bởi sự gần gũi trong các mạng lưới phân phối thông tin đại chúng.

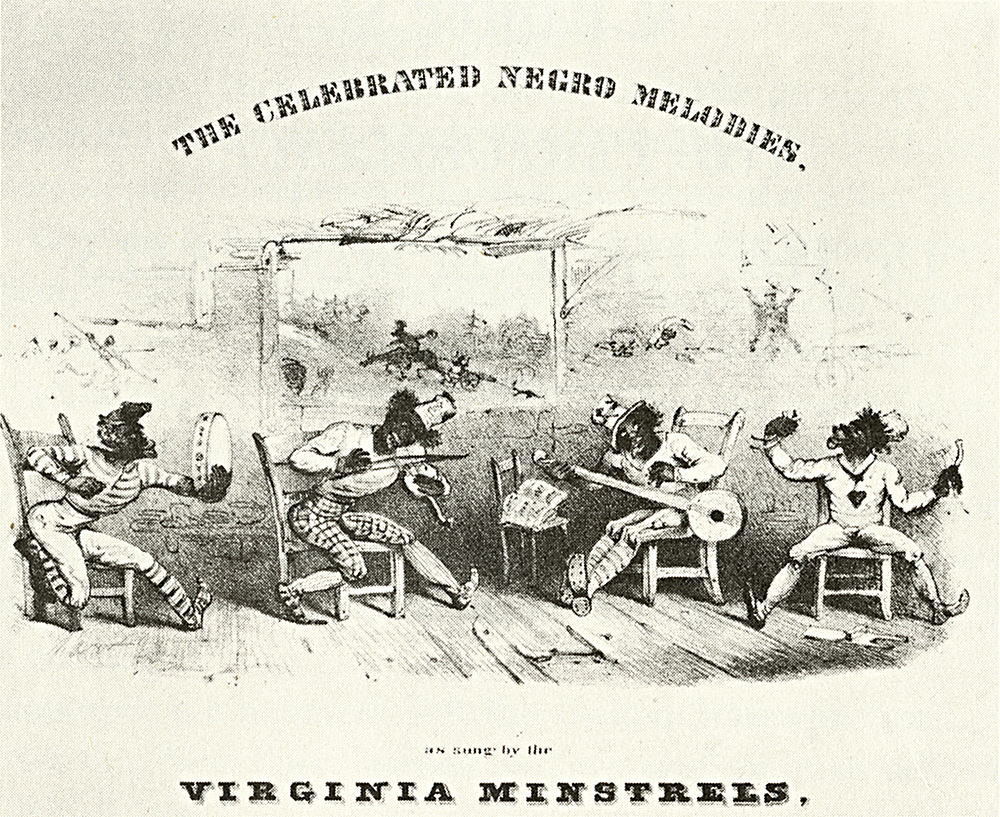
Các chương trình minstrel ban đầu đã làm sáng tỏ sự ngu ngốc được cho là của người da đen. Chi tiết từ trang bìa của The Celebrated Negro Melodies, as Sung by the Virginia Minstrels, 1843.

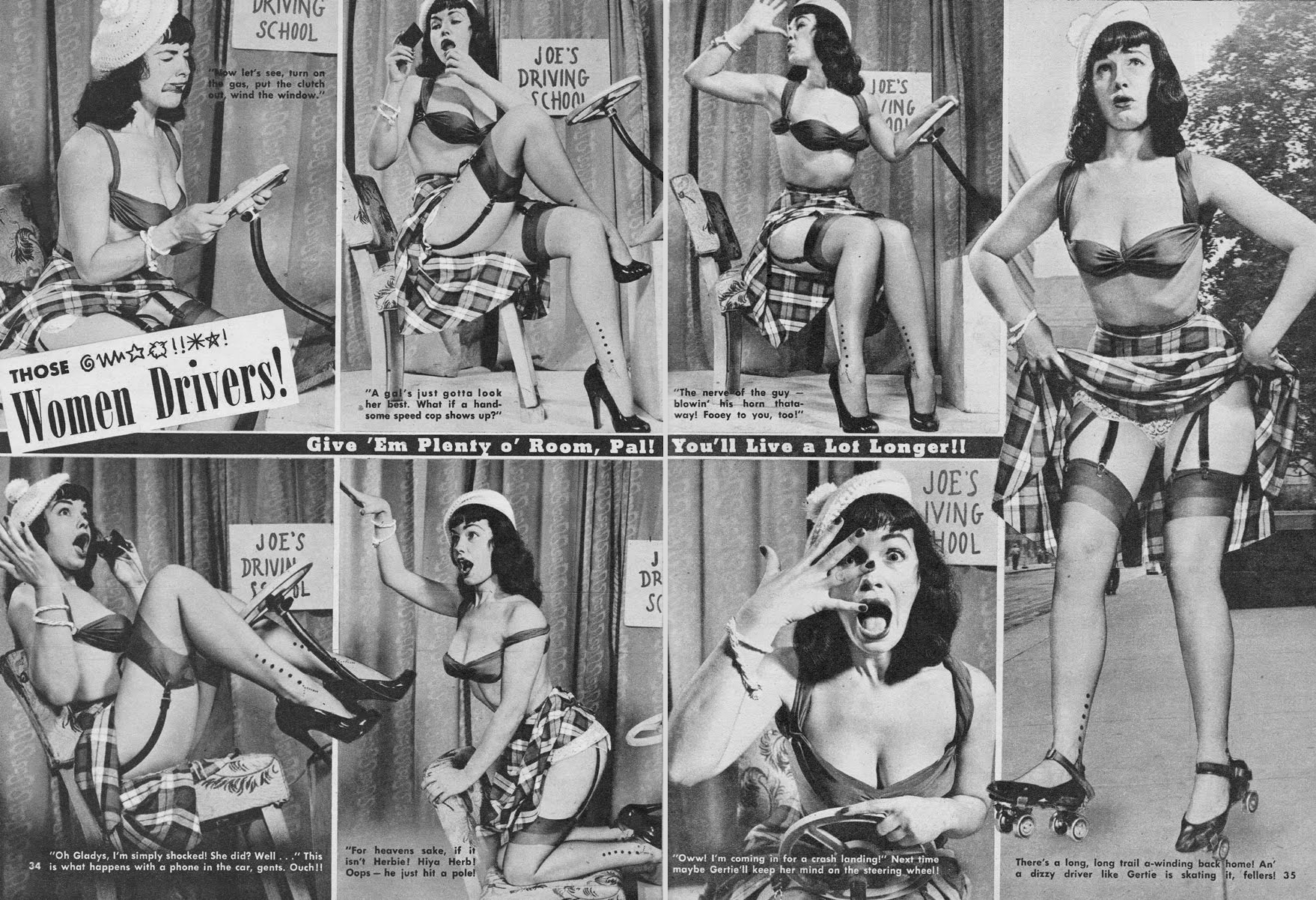
Một tạp chí trong tạp chí Beauty Parade từ tháng 3 năm 1952 định kiến các lái xe phụ nữ. Nó có Bettie Page làm người mẫu.

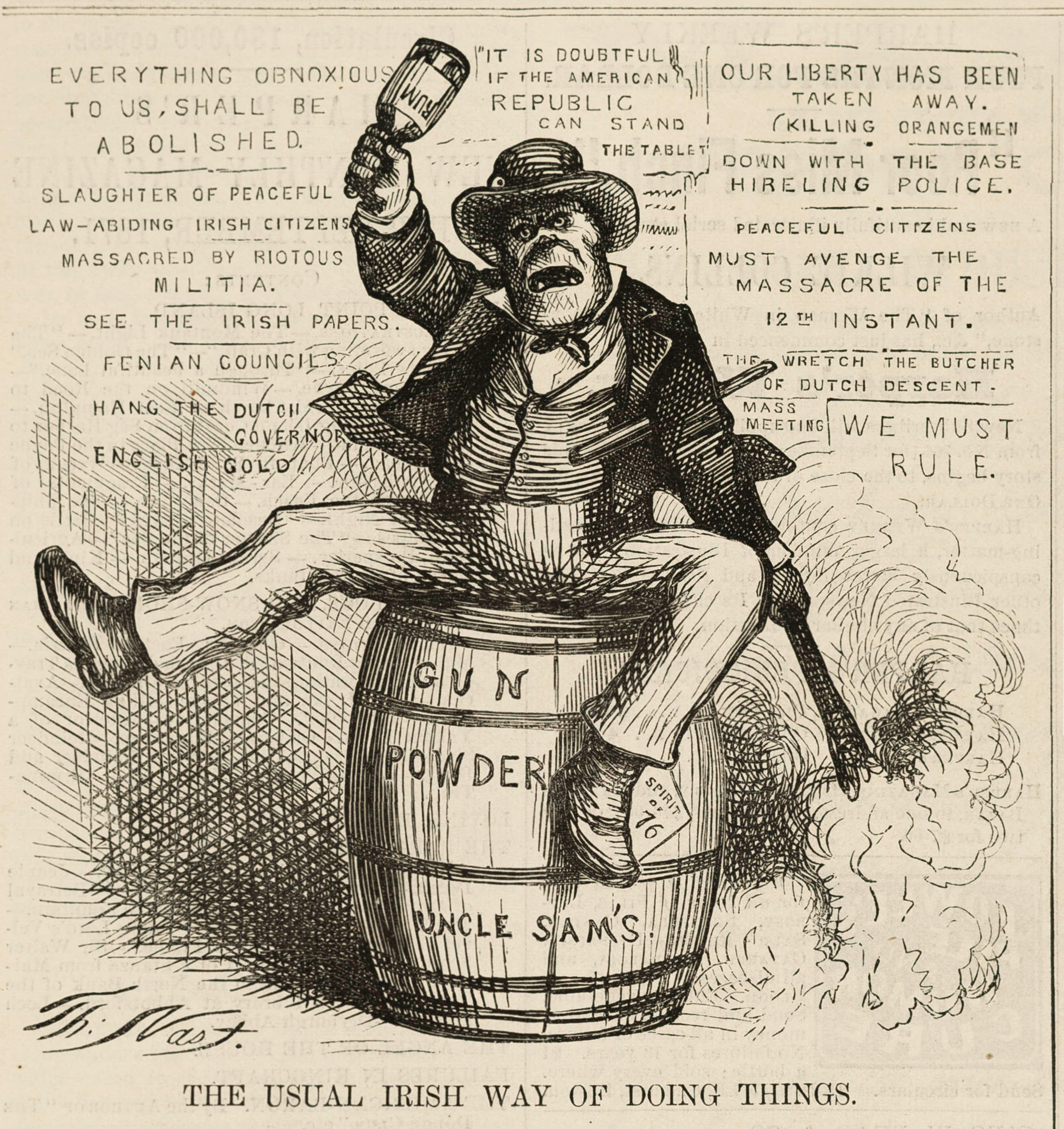
Hoạt họa chính trị của Mỹ có tựa đề Con đường làm việc thông thường của người Ireland, mô tả một người Ireland say rượu châm một thùng thuốc súng và vung một cái chai. Được đăng trên tạp chí Harper's Weekly, năm 1871.

### Phân biệt chủng tộc và định kiến
Các nguồn phương tiện truyền thông đại chúng, thông qua các lý thuyết như khung và thiết lập chương trình, có thể ảnh hưởng đến phạm vi của một câu chuyện khi các sự kiện và thông tin cụ thể được làm nổi bật (Ảnh hưởng của phương tiện truyền thông). Điều này có thể liên quan trực tiếp đến cách các cá nhân có thể nhận thức về một số nhóm người nhất định, vì mức độ đưa tin trên phương tiện truyền thông duy nhất mà một người nhận được có thể rất hạn chế và có thể không phản ánh toàn bộ câu chuyện hoặc tình huống; các câu chuyện thường được đề cập để phản ánh một quan điểm cụ thể nhằm nhắm mục tiêu một nhóm nhân khẩu học cụ thể.

#### Ví dụ
Theo Stephen Balkaran, Giảng viên Khoa học Chính trị và Nghiên cứu Người Mỹ gốc Phi tại Đại học Central Connecticut State, phương tiện thông tin đại chúng đã đóng một vai trò lớn trong cách người Mỹ da trắng nhìn nhận về người Mỹ gốc Phi. Các phương tiện truyền thông tập trung vào người Mỹ gốc Phi trong bối cảnh tội phạm, sử dụng ma túy, bạo lực băng đảng và các hình thức hành vi chống đối xã hội khác đã khiến công chúng nhận thức sai lệch và có hại về người Mỹ gốc Phi.
Trong bài báo năm 1999 "Truyền thông đại chúng và phân biệt chủng tộc", Balkaran khẳng định: "Các phương tiện truyền thông đã đóng một vai trò quan trọng trong việc duy trì hậu quả của sự áp bức lịch sử này và góp phần vào việc người Mỹ gốc Phi tiếp tục trở thành công dân hạng hai". Điều này đã dẫn đến sự không chắc chắn giữa những người Mỹ da trắng về bản chất thực sự của người Mỹ gốc Phi thực sự là gì. Bất chấp sự phân biệt chủng tộc, không thể phủ nhận việc những người này là người Mỹ đã "dấy lên nghi ngờ về hệ thống giá trị của người da trắng". Điều này có nghĩa là một số người Mỹ có chút "nghi ngờ đáng lo ngại" rằng nước Mỹ da trắng của họ bị ảnh hưởng bởi ảnh hưởng của người da đen. Các phương tiện thông tin đại chúng cũng như tuyên truyền có xu hướng củng cố hoặc giới thiệu những khuôn mẫu đối với công chúng.

## Các vấn đề đạo đức và chỉ trích
Thiếu trọng tâm địa phương hoặc chuyên đề cụ thể là một chỉ trích phổ biến đối với các phương tiện thông tin đại chúng. Một phương tiện thông tin đại chúng thường bị buộc phải đưa tin tức trong nước và quốc tế do nó phải phục vụ và phù hợp với nhiều đối tượng nhân khẩu học. Do đó, nó phải bỏ qua nhiều câu chuyện địa phương thú vị hoặc quan trọng bởi vì chúng đơn giản là không thu hút phần lớn người xem của họ. Một ví dụ do trang web WiseGeek đưa ra là "cư dân của một cộng đồng có thể coi cuộc chiến chống lại sự phát triển của họ là quan trọng, nhưng câu chuyện sẽ chỉ thu hút sự chú ý của các phương tiện truyền thông đại chúng nếu cuộc chiến trở nên gây tranh cãi hoặc nếu tiền lệ của một số hình thức được đặt ra".  
Thuật ngữ "đại chúng" gợi ý rằng những người tiếp nhận các sản phẩm truyền thông tạo thành một biển rộng lớn các cá nhân thụ động, không khác biệt. Đây là hình ảnh gắn liền với một số phê bình trước đó về "văn hóa đại chúng" và xã hội đại chúng, vốn thường cho rằng sự phát triển của truyền thông đại chúng đã có tác động tiêu cực lớn đến đời sống xã hội hiện đại, tạo ra một loại hình văn hóa thuần nhất và nhạt nhẽo, mang tính giải trí cá nhân mà không gây thách thức. chúng. Tuy nhiên, phương tiện truyền thông kỹ thuật số tương tác cũng được coi là thách thức mô hình chỉ đọc của các phương tiện quảng bá trước đó.
Trong khi một số  gọi các phương tiện truyền thông đại chúng là "thuốc phiện của quần chúng", những phương tiện khác  cho rằng đó là một khía cạnh quan trọng của xã hội loài người. Bằng cách hiểu các phương tiện thông tin đại chúng, người ta có thể phân tích và tìm hiểu sâu hơn về dân số và văn hóa của một người. Khả năng có giá trị và mạnh mẽ này là một lý do tại sao lĩnh vực nghiên cứu truyền thông được yêu thích. Như WiseGeek nói, "xem, đọc và tương tác với các phương tiện truyền thông đại chúng của một quốc gia có thể cung cấp manh mối về cách mọi người suy nghĩ, đặc biệt nếu sử dụng nhiều loại nguồn thông tin đại chúng khác nhau".  
Từ những năm 1950, ở các nước đã đạt trình độ công nghiệp hóa cao, các phương tiện thông tin đại chúng điện ảnh, đài phát thanh và truyền hình có vai trò chủ đạo trong quyền lực chính trị. 
Nghiên cứu đương đại cho thấy mức độ tập trung ngày càng tăng của quyền sở hữu phương tiện truyền thông, với nhiều ngành công nghiệp truyền thông đã tập trung cao độ và bị chi phối bởi một số ít các công ty.  

### Chỉ trích
Khi nghiên cứu về phương tiện truyền thông đại chúng bắt đầu, phương tiện truyền thông chỉ bao gồm các phương tiện truyền thông đại chúng, một hệ thống truyền thông rất khác với đế chế truyền thông xã hội của những kinh nghiệm của thế kỷ 21. Với suy nghĩ này, có những lời chỉ trích rằng các phương tiện truyền thông đại chúng không còn tồn tại, hoặc ít nhất là nó không tồn tại dưới dạng như nó đã từng. Hình thức truyền thông đại chúng ban đầu này đặt các bộ lọc về những gì công chúng sẽ được tiếp xúc liên quan đến "tin tức", một điều khó thực hiện hơn trong một xã hội truyền thông xã hội.
Nhà lý thuyết Lance Bennett giải thích rằng, bỏ qua một vài sự kiện lớn trong lịch sử gần đây, việc một nhóm đủ lớn được gắn nhãn đại chúng là điều không bình thường, lại xem cùng một tin tức thông qua cùng một phương tiện sản xuất hàng loạt. Phê bình của Bennett đối với phương tiện truyền thông đại chúng của Thế kỷ 21 cho rằng ngày nay việc một nhóm người nhận các tin bài khác nhau, từ các nguồn hoàn toàn khác nhau trở nên phổ biến hơn, và do đó, phương tiện truyền thông đại chúng đã được phát minh lại. Như đã thảo luận ở trên, các bộ lọc sẽ được áp dụng cho các phương tiện truyền thông đại chúng ban đầu khi các nhà báo quyết định cái gì sẽ được in hay không.
Truyền thông xã hội là một yếu tố đóng góp lớn vào sự thay đổi từ phương tiện truyền thông đại chúng sang một mô hình mới bởi vì thông qua phương tiện truyền thông xã hội, truyền thông đại chúng là gì và truyền thông giữa các cá nhân bị nhầm lẫn. Giao tiếp giữa các cá nhân / ngách là sự trao đổi thông tin và thông tin trong một thể loại cụ thể. Trong hình thức giao tiếp này, các nhóm người nhỏ hơn đang tiêu thụ tin tức / thông tin / ý kiến. Ngược lại, phương tiện thông tin đại chúng ở dạng ban đầu không bị hạn chế bởi thể loại và nó đang được quần chúng tiêu thụ.

### Sách tham khảo
- Lorimer, Rowland & Scannell, Patty (1994). Mass communications: a comparative introduction. Manchester University Press. tr. 26–27. ISBN 978-0-7190-3946-1.
- Vipond, Mary (2000). The mass media in Canada. James Lorimer & Company. tr. 88. ISBN 978-1-55028-714-1.